# 애플 스네일

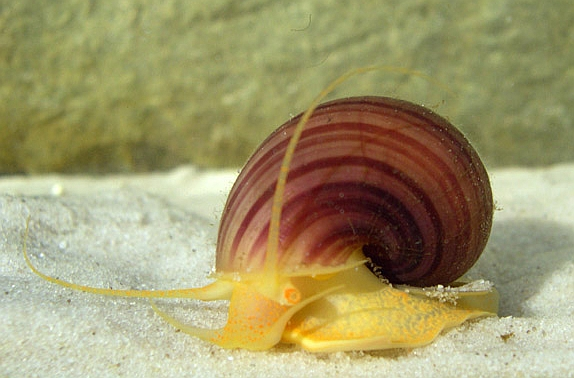
사과우렁이과의 종 중 하나인 포마케아 브리드게시이(Pomacea bridgesii)의 모습.

애플 스네일(apple snail, Ampullariidae)은 복족류의 분류군 사과우렁이과의 향명 중 하나이다. 어항의 이끼와 죽은 물고기의 사체를 먹으며 상추 등 식물 역시 먹을 수 있다.
키울 때 주의점은 애플 스네일은 상추같은 풀이 주 먹이이기 때문에 수초가 모두 꺾여서 물 위로 둥둥 떠오를 수 있다. 그리고 물과 뚜껑 사이의 거리가 좁고, 뚜껑이 반쯤 닫혀있지 않다면 애플 스네일이 탈출할 수도 있다.